# Alice Huntington Bushee
Alice Huntington Bushee (Worcester, Massachusetts 3 de desembre de 1867 - Rhode Island, 28 d'abril de 1956) va ser una escriptora, bibliotecària, docent de matemàtiques i literatura espanyola. Va realitzar els seus estudis universitaris en Mount Holyoke College.

## Trajectòria
Filla d'un pastor protestant congregacionista, va passar la seva infància en Vermont, d'on va ser a Massachusetts a estudiar literatura espanyola en Mount Holyoke College on va acabar la llicenciatura, en 1891, com la primera de la seva promoció. En 1892 va començar la seva trajectòria com a docent.

### Etapa de missionera
En 1893 va viatjar com a missionera a Europa i es va incorporar al International Institute for Girls, acabat de fundar a Sant Sebastià. Aquesta institució, dirigida aleshores per Alice Gordon Gulick, fomentava l'educació de les dones a Espanya i es nodria de la col·laboració de les professores estrangeres. En l'Institut Internacional, Alice Huntington va treballar com a bibliotecària i va ensenyar matemàtiques i literatura espanyola.

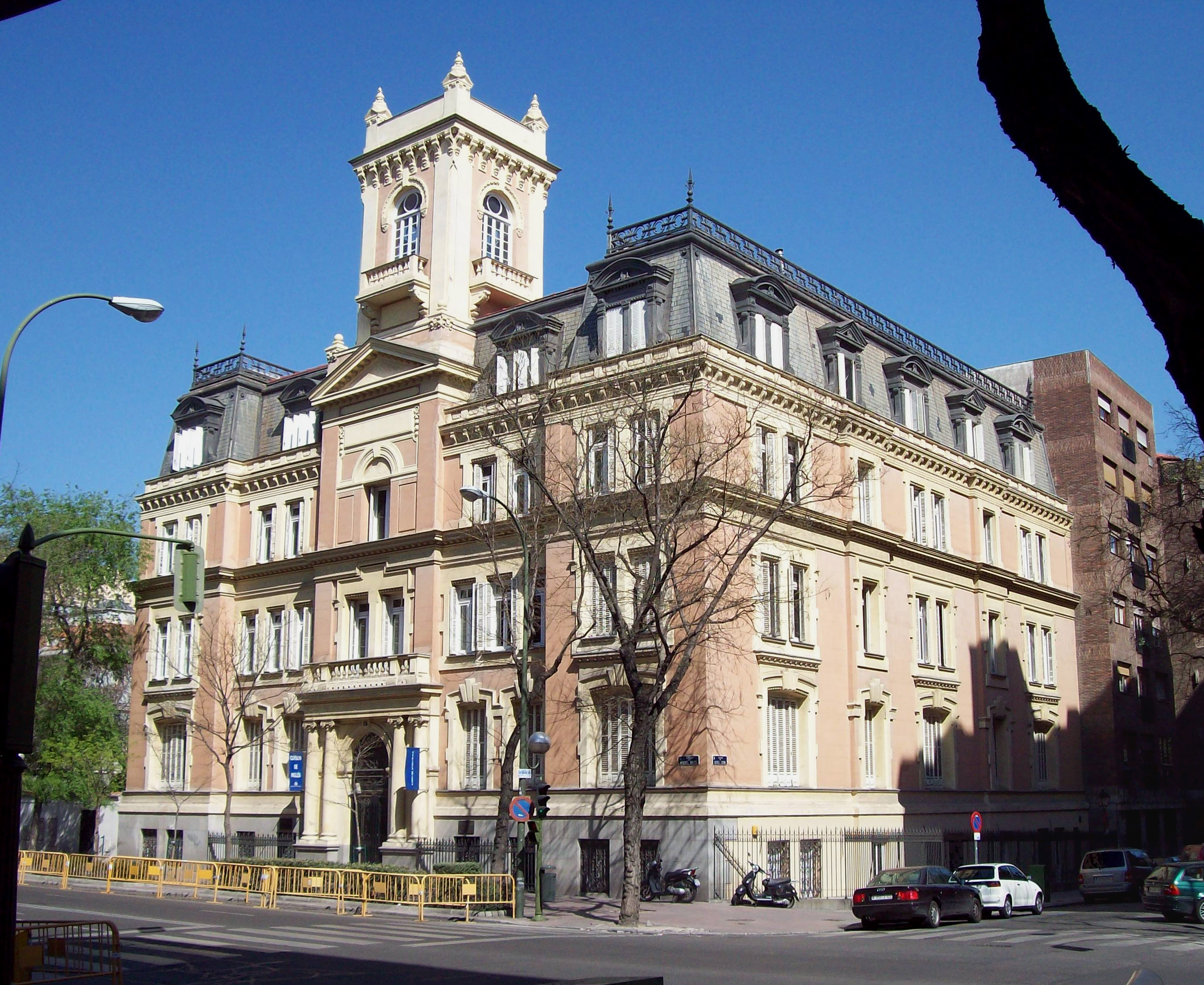
International Institute for Girls in Spain

Encara que la seva docència es va veure interrompuda per viatges a la seva terra natal, va dedicar a la institució uns catorze anys de la seva vida, traslladant-se a Biarritz en el seu transitori exili fins a 1902. La seva contribució més determinant, i duradora, va anar sens dubte l'organització de la biblioteca de l'Internacional Institute for Girls el 1904.

### Docència als Estats Units
En morir el seu pare, Bushee torna als Estats Units el 1907. Durant la seva estada als Estats Units, va obtenir un mestratge en castellà per la Universitat de Boston el 1909.
El 1911 es va incorporar al claustre de Wellesley College, com a professora d'espanyol. En aquesta institució arriba a ser directora del departament d'espanyol i, el 1931, catedràtica de la càtedra Helen J. Sanborn de literatura espanyola. Es va encarregar personalment de l'estada del poeta espanyol Pedro Salinas a la Universitat. El 1916 se li va atorgar la filiació a la Hispanic Society of America i el 1930 en la Reial Acadèmia Hispanoamericana de Cadis.
Durant aquesta etapa de la seva vida, va tornar a Espanya en diverses ocasions, tant per motius més personals com per seguir investigant; el 1924-25, gaudint d'un any de permís, va assumir la direcció del International Institute for Girls. Després de la victòria del franquisme, l'Institut va cessar la seva activitat i la Secció Femenina es va fer càrrec del mateix. Abandonats els ideals amb els quals va sorgir l'Institut, Alice H. Bushee es va retirar al seu país el 1936, anant-se a viure amb la seva família en Rhode Island, on va morir el 28 d'abril de 1956.
La seva labor a Espanya es caracteritza per la creació de la primera biblioteca del International Institute for Girls, que va proveir a les dones espanyoles i va ampliar la seva formació.

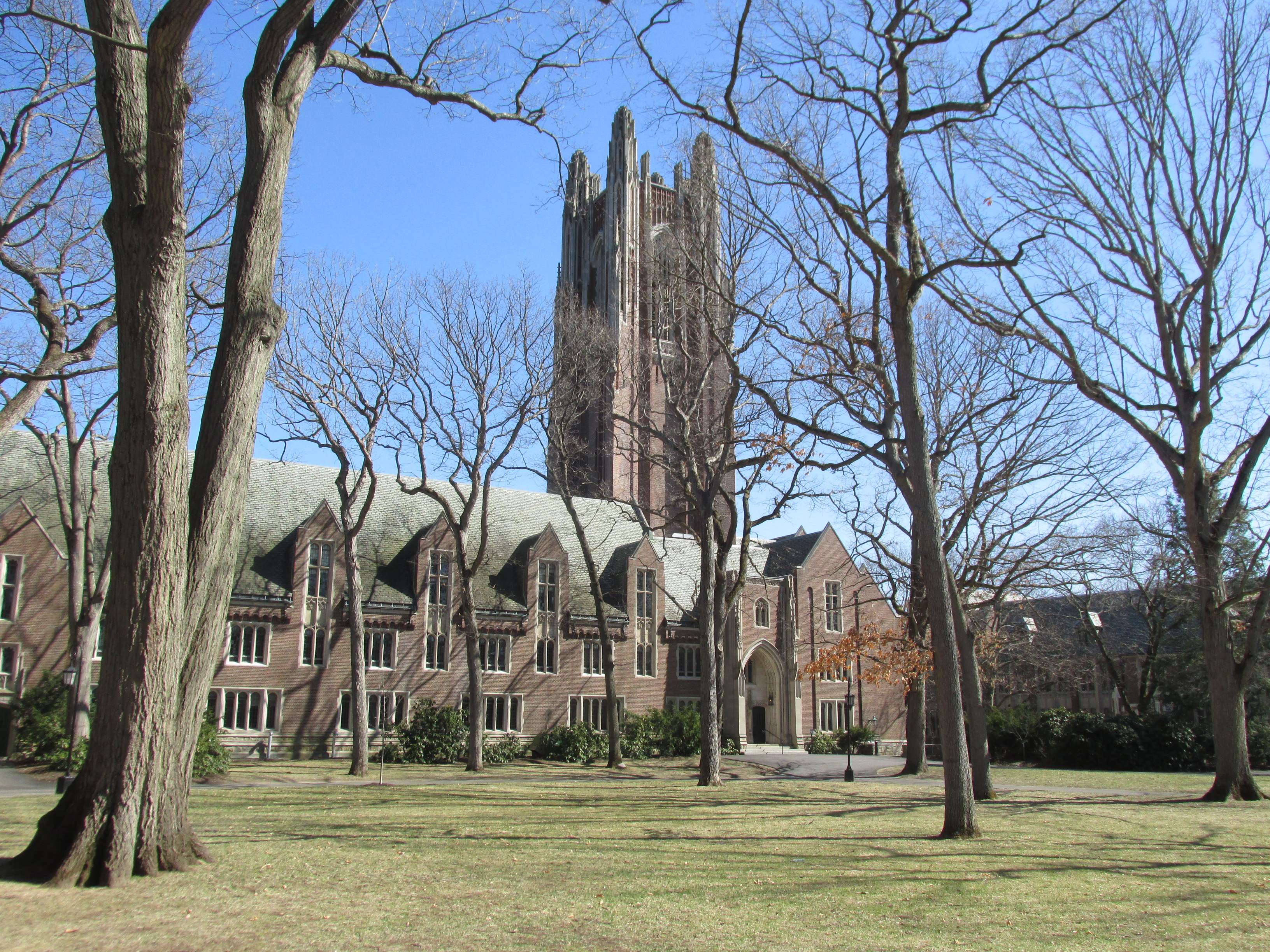
Wellesley College, DT..

## Publicacions
- The Fundamentals of Spanish Grammar (1917)[6]
- The successos of Mateo Alemany”. En Revue Hispanique, XXV: 359-457. París (França).[7][8]
- Three centuries of Tirso de Molina. University of Pennsylvania Press, 1939.[9]